# Skotnice
Skotnice település Csehországban, Nový Jičín-i járásban. Skotnice Trnávka, Kateřinice, Příbor, Sedlnice és Mošnov településekkel határos. Lakosainak száma 879 fő (2024. január 1.).

## Népesség
A település lakosságának változását az alábbi diagram mutatja:
| Lakosok száma | 894  | 926  | 901  | 839  | 699  | 697  | 788  | 827  | 826  | 879  |
|               | 1869 | 1900 | 1921 | 1961 | 1980 | 2011 | 2016 | 2019 | 2021 | 2024 |